# Schronisko PTTK „Murowaniec”

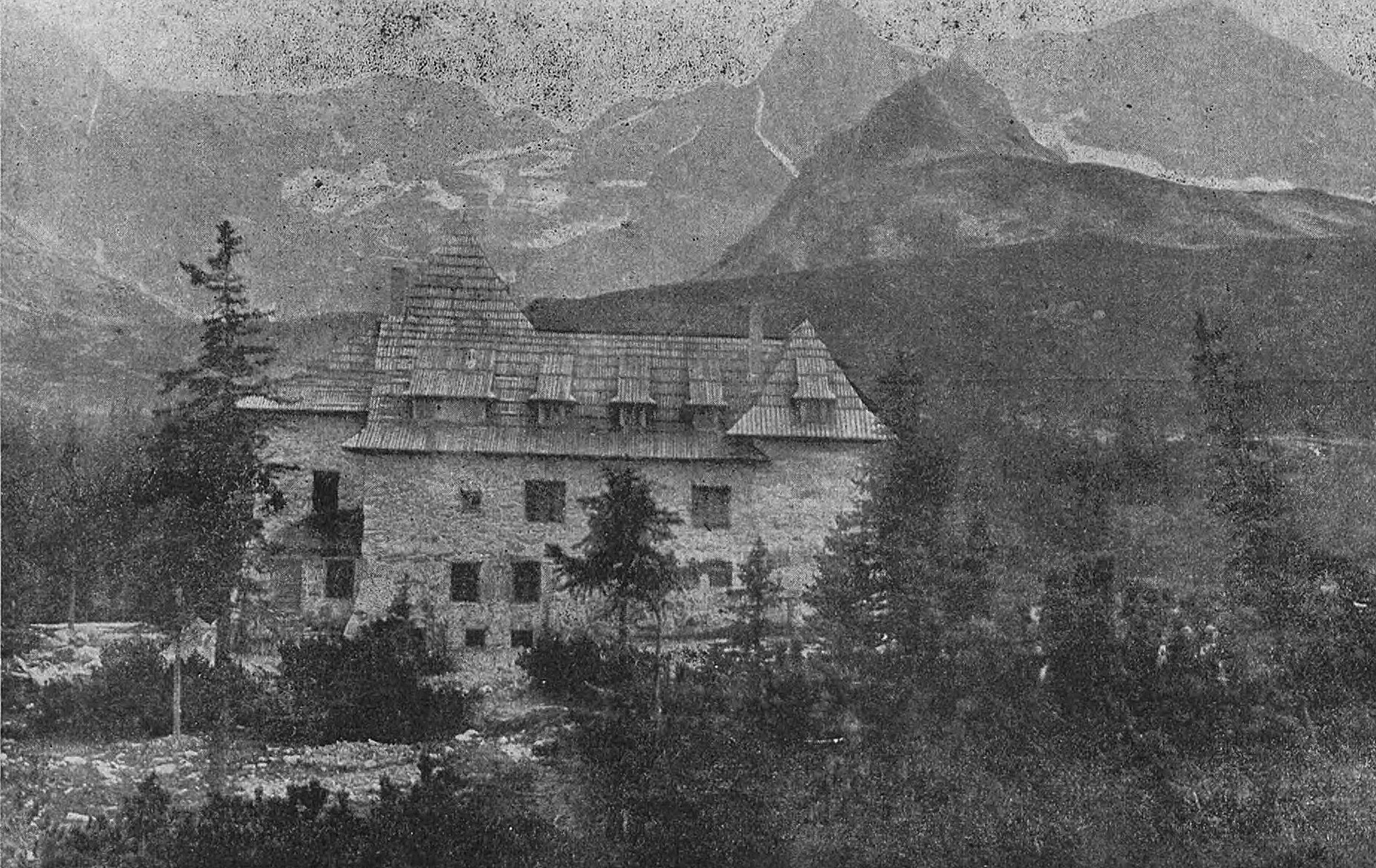
Schronisko w czasie poświęcenia 1925

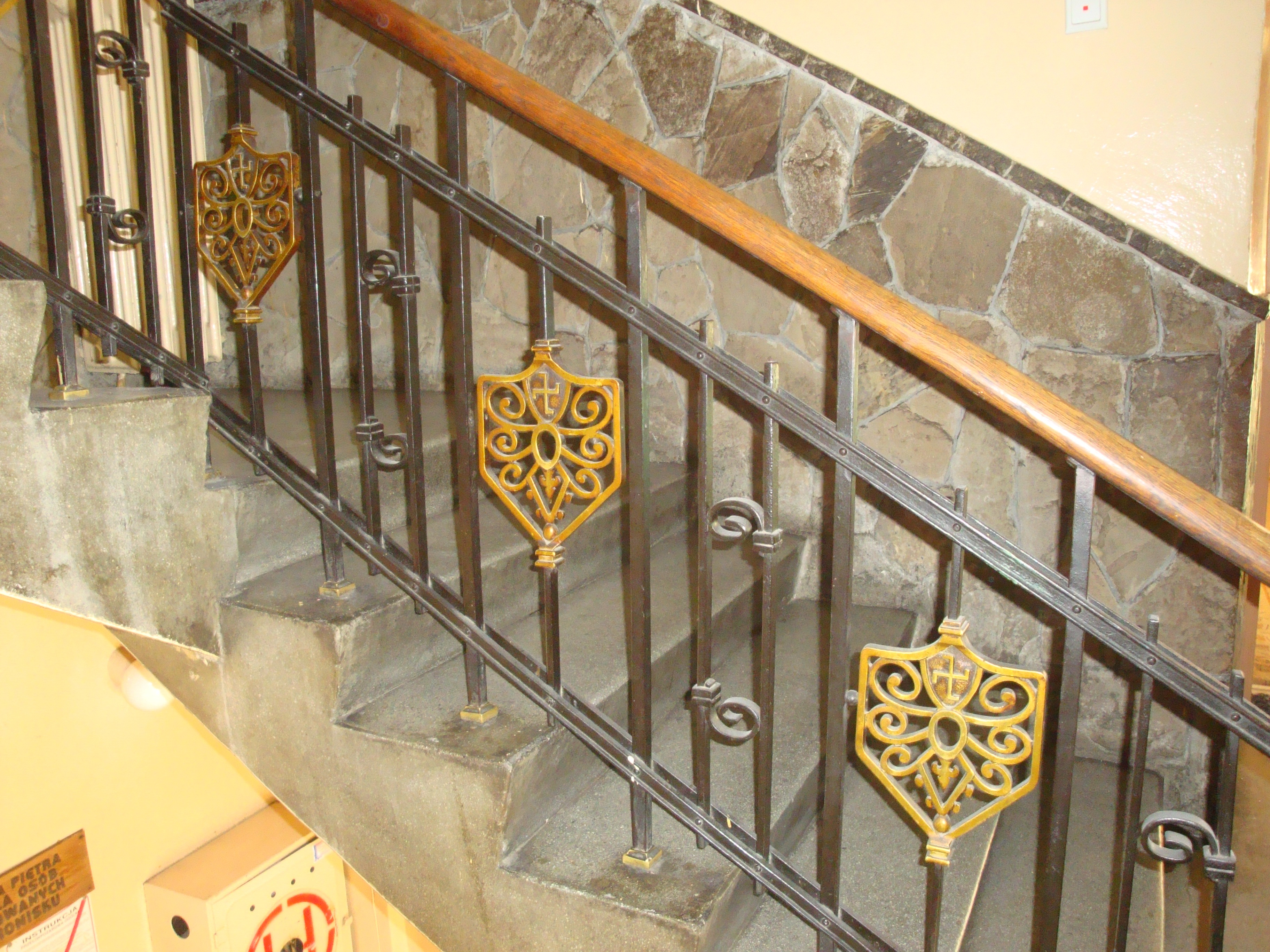
Na odnowionej balustradzie zachowano swastyki

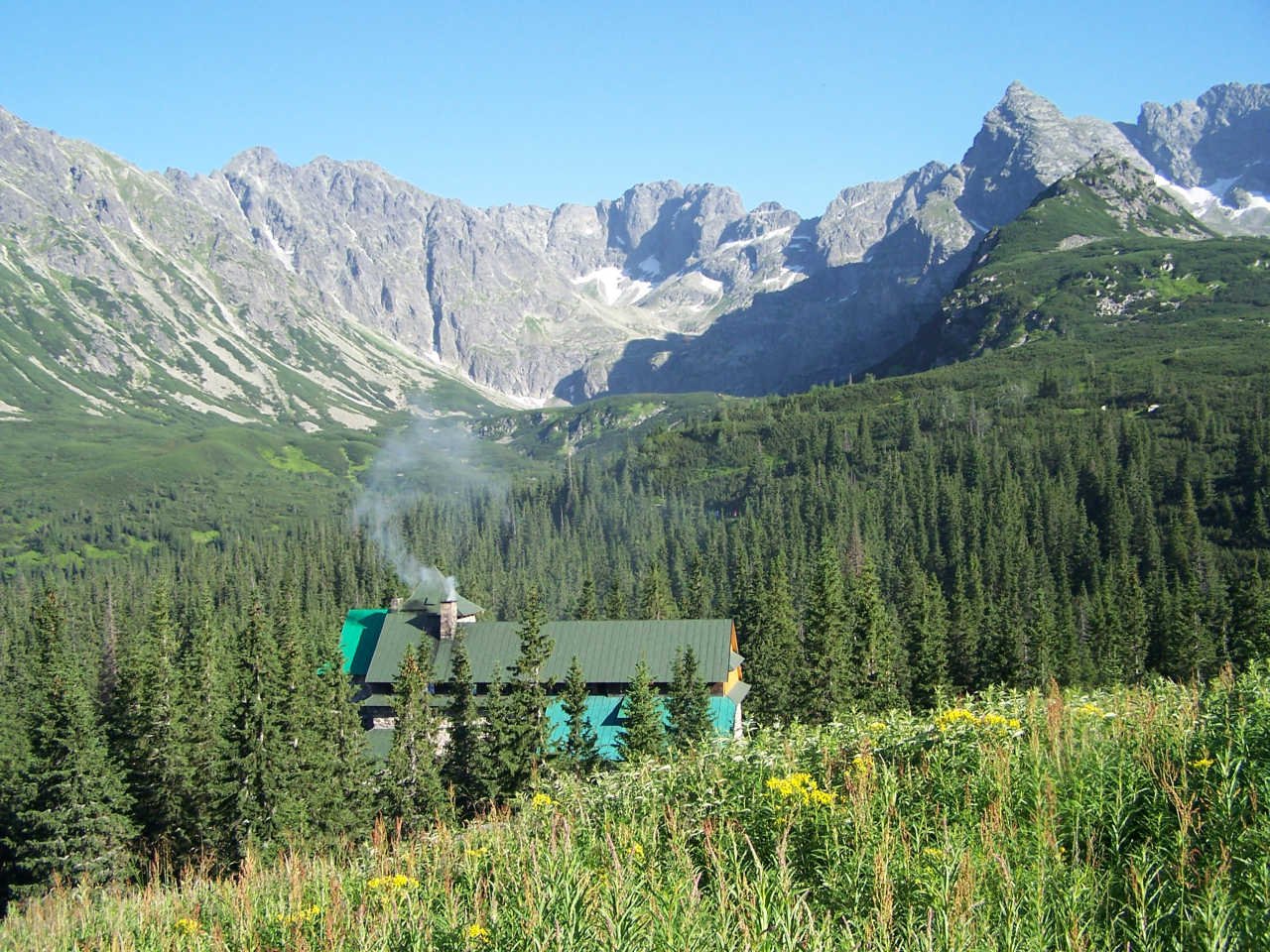
„Murowaniec” i Dolina Gąsienicowa

Schronisko PTTK „Murowaniec” na Hali Gąsienicowej – obiekt noclegowy w Tatrach położony na wysokości 1500 m n.p.m., na Hali Gąsienicowej, od 2021 r. posiadający status schroniska. Budynek jest własnością Polskiego Towarzystwa Turystyczno-Krajoznawczego i posiada obecnie 110 miejsc noclegowych w pokojach od 2- do 6-osobowych oraz w pokojach 10-osobowych. Na terenie schroniska znajduje się dyżurka TOPR. Obiekt wpisany do rejestru zabytków pod numerem A-1396/M z 12 grudnia 2019 roku.

## Historia schroniska
Schronisko „Murowaniec” powstało w latach 1921–1925 głównie staraniem Stanisława Osieckiego, prezesa Oddziału Warszawskiego Polskiego Towarzystwa Tatrzańskiego i wicemarszałka Sejmu (tablica pamiątkowa z 1969 roku). Pierwsze szkice budowli „z dużych głazów nieobrabianych na zewnątrz” nakreślił wiosną 1914 architekt Jan Witkiewicz Koszczyc. Autorami ostatecznego projektu byli Zdzisław Kalinowski i Karol Siciński.
Schronisko zostało zbudowane przez Wojsko Polskie. W budowę schroniska zostały zaangażowane następujące pododdziały WP:
- detaszowany pluton kompanii wysokogórskiej 3 pułku strzelców podhalańskich,
- detaszowana kompania 5 pułk saperów z Krakowa, która zbudowała drogę z Brzezin na Halę Gąsienicową o długości 1200 m i szerokości 2,5 m,
- detaszowany pluton 1 pułk saperów kolejowych z Krakowa, który zbudował kolejkę górską na Halę Gąsienicową dowożącą kamień i piasek do budowy schroniska,
- detaszowany pluton 1 pułku strzelców podhalańskich z Nowego Sącza, który budował schronisko.

Kamień węgielny pod budowę położono 24 lipca 1921. W niedzielę 12 lipca 1925 miało miejsce uroczyste poświęcenie oraz otwarcie schroniska, dokonane przez prezydenta RP Stanisława Wojciechowskiego w obecności między innymi marszałka Senatu Wojciecha Trąmpczyńskiego i generała Mariusza Zaruskiego.
W latach 1950–1951 dobudowano zachodnie skrzydło i przerobiono wnętrze, powiększając obiekt do obecnych rozmiarów.
W 1963 schronisko uległo częściowemu spaleniu. W następnym roku zostało odbudowane, ale bez słynnej sali na poddaszu zwanej „Trumną”.
W latach 1983–2019 kierownikiem schroniska był Andrzej Kusion (zm. 5 sierpnia 2022), ratownik GOPR i TOPR, który przeprowadził modernizację obiektu.
U wejścia do schroniska wisi tablica poświęcona pamięci Adama Asnyka, wmurowana w 1929 roku, a odsłonięta w 1930 roku. Projekt z 1927 roku przewidywał wkucie jej w jedną ze skał nad Morskim Okiem. 12 grudnia 2019 roku budynek został wpisany do rejestru zabytków nieruchomych województwa małopolskiego (nr rejestru A-1396/M).
W pobliżu schroniska na Hali Gąsienicowej znajduje się m.in. Centralny Ośrodek Szkolenia PZA „Betlejemka”.

## Szlaki turystyczne
Przy schronisku znajduje się bardzo duży węzeł znakowanych szlaków turystycznych:
 – szlak niebieski z Kuźnic przez Boczań, Skupniów Upłaz i Przełęcz między Kopami do „Murowańca”, stąd dalej nad Czarny Staw Gąsienicowy i na Zawrat.
- Czas przejścia z Kuźnic do „Murowańca”: 2 h, ↓ 1:35 h
- Czas przejścia z „Murowańca” na Zawrat: 2:20 h, ↓ 1:50 h

  – do Przełęczy między Kopami prowadzi też szlak żółty doliną Jaworzynką. Czas przejścia z Kuźnic do Murowańca tą drogą i dalej szlakiem niebieskim: 2 h (↓ 1:35 h)
 – czarny do Drogi Oswalda Balzera w Brzezinach przez Psią Trawkę (6,4 km). Czas przejścia: ↓1:45 h, ↑ 2:15 h
 – zielony do Wierchporońca przez Rówień Waksmundzką, Gęsią Szyję i Rusinową Polanę. Czas przejścia: 3:50 h, z powrotem 4:15 h
 – żółty z Kasprowego Wierchu przez Gienkowe Mury i Roztokę Stawiańską do „Murowańca”, stąd doliną Pańszczycą na przełęcz Krzyżne.
- Czas przejścia z Kasprowego Wierchu do „Murowańca”: 1:05 h, ↑ 1:25 h
- Czas przejścia z „Murowańca” na Krzyżne: 2:45 h, ↓ 2:05 h

Schronisko „Murowaniec” jest wygodnym i popularnym punktem początkowym do przejścia uważanej za najtrudniejszy tatrzański szlak Orlej Perci, na którą można wejść od przełęczy Krzyżne (żółty szlak) albo jednym z kilku odcinków łącznikowych od Czarnego Stawu Gąsienicowego, do którego prowadzi niebieski szlak.